# Maricá FC
Maricá FC is een Braziliaanse voetbalclub uit Maricá in de staat Rio de Janeiro. 

## Geschiedenis
De club werd in 2001 opgericht als CF Rio de Janeiro in Magé, dicht bij Rio de Janeiro. In 2009 werd het een profclub en nam aan de derde klasse van het Campeonato Carioca. In 2010 bereikte de club de derde groepsfase en miste net de eindronde om promotie. Nadat de club zich twee jaar terugtrok uit de competitie namen ze in 2013 opnieuw deel, maar konden geen potten breken. Na opnieuw twee jaar onderbreking namen ze in 2016 weer deel.
In 2017 ging de club in de stad Maricá spelen, dat al jaren zonder profteam zat. De club eindigde nu op een vijfde plaats. Op 16 juli 2018 verhuisde de club officieel naar Maricá en wijzigde de naam in Maricá FC. In het eerste toernooi bereikte de club de finale en verloor die van Campos. In het tweede toernooi kreeg de club zes strafpunten, waardoor de eindronde om promotie uiteindelijk gemist werd. In 2024 werd de club kampioen van de tweede klasse en promoveerde terug naar de hoogste klasse van de staatscompetitie. 

## Erelijst
Copa Rio
2024